# AK Press
AK Press – szkocko-amerykańskie wydawnictwo książkowe z siedzibą w Chico w Stanach Zjednoczonych. Specjalizuje się w wydawaniu książek o tematyce lewicowej oraz anarchistycznej.

## Historia
AK została założona w 1987 w Stirling w Szkocji przez Ramseya Kanaana, oficjalnie zarejestrowana w 1990. Nazwa firmy miała być nawiązaniem do imienia oraz nazwiska matki Ramseya – Anny Kanaan. Początkowo był to mały punkt sprzedaży wysyłkowej, ale w niedługim czasie projekt się rozszerzył, przekształcając profil swojej działalności na wydawanie książek.
W 2007 Ramsey Kanaan oraz kilku innych pracowników odeszli z AK Press i założyli inne wydawnictwo – PM Press.

## Profil wydawnictwa
AK Press jest zorganizowana jako spółdzielnia robotnicza; prasa jest własnością wszystkich członków kolektywu, który działa bez przełożonych, przy czym każdy członek uczestniczy w każdej funkcji organizacji. W Stanach Zjednoczonych wydawnictwo prowadzi sprzedaż za pośrednictwem strony akpress.org, natomiast w Europie za pośrednictwem akuk.com.
AK Press w Stanach Zjednoczonych zarządza akcją „Bookmobile”, która polega na obecności stoisk wydawnictwa na równego rodzaju wydarzeniach, targach książek, wykładach, koncertach, spotkaniach itp. W Wielkiej Brytanii wydawnictwo również zarządza podobnymi akcjami.
Publikacje AK Press obejmują przedruki klasycznych dzieł, w tym zbiory esejów, a także prace oryginalne; książki najczęściej dotykają takich dziedzin jak edukacja, ekonomia, historia czy filozofia itp. AK Press opublikowało wiele książek z wywiadami i wykładami, takich postaci jak: Noam Chomsky, Howard Zinn, Jello Biafra, Arundhati Roy i Mumia Abu-Jamal, David Rovics czy Utah Phillips.